# 董士元
董士元（1235年—1276年6月26日），字长卿，蒙古名不花，真定路藁城人，元朝政治人物。董文炳长子。
董士元年少时跟随名从儒学，善骑射。二十三岁时，跟随叔父董文蔚率领邓州一军，在钓鱼山大战宋军。元世祖中统初年，入典禁兵，董文蔚去世后，袭职为千夫长，跟随伯颜攻南宋，出师攻打襄、汉，分禁兵驻守淮上，攻克淮安堡。跟随博鲁欢攻扬州，与别将哈剌秃率领部兵与宋将姜才军死战。他弃马步战，后身中十七枪，战死。谥节愍，后来追封赵郡公，改谥忠愍。